# Maria di Savoia (contessa 1448)
Maria di Savoia (20 marzo 1448 – 1475) fu contessa di Saint-Pol, di Brienne, di Ligny, e di Conversano.
Era figlia di Ludovico, duca di Savoia, e di Anna di Lusignano, principessa di Cipro.

## Biografia
Nel 1454, all'età di sei anni, venne ufficialmente fidanzata a Filippo Maria Sforza, conte di Corsica e Pavia, cinquenne figlio del duca di Milano Francesco Sforza e di Bianca Maria Visconti: il contratto porta la data del 13 dicembre. Per motivi non noti il fidanzamento venne successivamente annullato e Filippo Maria sposò poi la cugina Costanza Sforza.
Nel 1466 Maria sposò Luigi di Lussemburgo-Saint-Pol, conte di Saint-Pol, Conte di Brienne, di Ligny e di Guisa, vedovo di Giovanna di Bar (1415 - 1462), contessa di Marle e di Soissons, dalla quale aveva già avuto sette figli.
Nel 1475 Luigi venne condannato a morte per tradimento nei confronti del re Luigi XI dal Parlamento francese e decapitato sulla Piazza di Grève di Parigi. I suoi beni furono confiscati a beneficio della Corona di Francia.

## Discendenza
Maria diede a Luigi tre figli:
- Luigi (1467 - 1503), conte di Ligny (1475), poi principe d'Altamura, duca d'Andria e di Venosa, capitano di Carlo VIII, luogotenente generale dell'esercito francese, gran ciambellano di Luigi XII, governatore della Piccardia
- Giovanna, suora a Gand
- Carlo (1475 ? - 1475/76?), morto a Cambrai poco dopo l'esecuzione del padre

## Ascendenza
|                       |                    |                                 | Genitori                         |  |  | Nonni |  |  | Bisnonni             |  |  | Trisnonni           |  |
|                       |                    |                                 |                                  |  |  |       |  |  | Amedeo VII di Savoia |  |  | Amedeo VI di Savoia |  |
|                       |                    |                                 |                                  |  |  |       |  |  | Amedeo VII di Savoia |  |  | Amedeo VI di Savoia |  |
|                       |                    | Bona di Borbone                 |                                  |  |  |       |  |  | Amedeo VII di Savoia |  |  |                     |  |
| Amedeo VIII di Savoia |                    |                                 |                                  |  |  |       |  |  | Amedeo VII di Savoia |  |  |                     |  |
|                       |                    | Bona di Berry                   | Giovanni I di Berry              |  |  |       |  |  |                      |  |  |                     |  |
|                       |                    | Bona di Berry                   | Giovanni I di Berry              |  |  |       |  |  |                      |  |  |                     |  |
|                       |                    | Bona di Berry                   | Giovanna d'Armagnac              |  |  |       |  |  |                      |  |  |                     |  |
| Ludovico di Savoia    |                    | Bona di Berry                   |                                  |  |  |       |  |  |                      |  |  |                     |  |
|                       |                    | Filippo II di Borgogna          | Giovanni II di Francia           |  |  |       |  |  |                      |  |  |                     |  |
|                       |                    | Filippo II di Borgogna          | Giovanni II di Francia           |  |  |       |  |  |                      |  |  |                     |  |
|                       |                    | Filippo II di Borgogna          | Bona di Lussemburgo              |  |  |       |  |  |                      |  |  |                     |  |
| Maria di Borgogna     |                    | Filippo II di Borgogna          |                                  |  |  |       |  |  |                      |  |  |                     |  |
|                       |                    | Margherita III delle Fiandre    | Luigi II di Fiandra              |  |  |       |  |  |                      |  |  |                     |  |
|                       |                    | Margherita III delle Fiandre    | Luigi II di Fiandra              |  |  |       |  |  |                      |  |  |                     |  |
|                       |                    | Margherita III delle Fiandre    | Margherita di Brabante           |  |  |       |  |  |                      |  |  |                     |  |
| Maria di Savoia       |                    | Margherita III delle Fiandre    |                                  |  |  |       |  |  |                      |  |  |                     |  |
|                       | Giacomo I di Cipro | Ugo IV di Cipro                 |                                  |  |  |       |  |  |                      |  |  |                     |  |
|                       | Giacomo I di Cipro | Ugo IV di Cipro                 |                                  |  |  |       |  |  |                      |  |  |                     |  |
|                       | Giacomo I di Cipro | Alice d'Ibelin                  |                                  |  |  |       |  |  |                      |  |  |                     |  |
| Giano di Cipro        | Giacomo I di Cipro |                                 |                                  |  |  |       |  |  |                      |  |  |                     |  |
|                       |                    | Helvis di Brunswick-Grubenhagen | Filippo di Brunswick-Grubenhagen |  |  |       |  |  |                      |  |  |                     |  |
|                       |                    | Helvis di Brunswick-Grubenhagen | Filippo di Brunswick-Grubenhagen |  |  |       |  |  |                      |  |  |                     |  |
|                       |                    | Helvis di Brunswick-Grubenhagen | Helvis de Dampierre              |  |  |       |  |  |                      |  |  |                     |  |
| Anna di Cipro         |                    | Helvis di Brunswick-Grubenhagen |                                  |  |  |       |  |  |                      |  |  |                     |  |
|                       |                    | Giovanni I di Borbone-La Marche | Giacomo I di Borbone-La Marche   |  |  |       |  |  |                      |  |  |                     |  |
|                       |                    | Giovanni I di Borbone-La Marche | Giacomo I di Borbone-La Marche   |  |  |       |  |  |                      |  |  |                     |  |
|                       |                    | Giovanni I di Borbone-La Marche | Giovanna di Châtillon-Saint Paul |  |  |       |  |  |                      |  |  |                     |  |
| Carlotta di Borbone   |                    | Giovanni I di Borbone-La Marche |                                  |  |  |       |  |  |                      |  |  |                     |  |
|                       |                    | Caterina di Vendôme             | Giovanni VI di Vendôme           |  |  |       |  |  |                      |  |  |                     |  |
|                       |                    | Caterina di Vendôme             | Giovanni VI di Vendôme           |  |  |       |  |  |                      |  |  |                     |  |
|                       |                    | Caterina di Vendôme             | Giovanna di Ponthieu             |  |  |       |  |  |                      |  |  |                     |  |
|                       |                    | Caterina di Vendôme             |                                  |  |  |       |  |  |                      |  |  |                     |  |